# 读秒
读秒，围棋比赛术语，指保留时间用完后，必须在规定时间内下下完规定的步数，否则超时判负。日本式读秒主要用于职业围棋比赛，加拿大式读秒常见于欧美的业余比赛。

## 日本式读秒
如果在1分钟或半分钟内下一步，保留这次读秒，否则扣掉一次读秒，一般总共有10次或5次读秒的机会，扣完判负。

## 加拿大式读秒
在10分钟或5分钟内必须下满25步棋，否则判负。适用于只有简陋计时钟的比赛：保留时间用完后，裁判在棋盒内装入25颗棋子，然后将计时钟调到11:50或11:55。如果棋手在棋钟的小旗倒之前用完盒内所有25颗棋子，就继续以上的步骤，否则判负。